# Nestelberg (Gemeinde Ilz)
Nestelberg ist die nördlichste Katastralgemeinde von Ilz im Bezirk Hartberg-Fürstenfeld in der Steiermark.

## Geografie

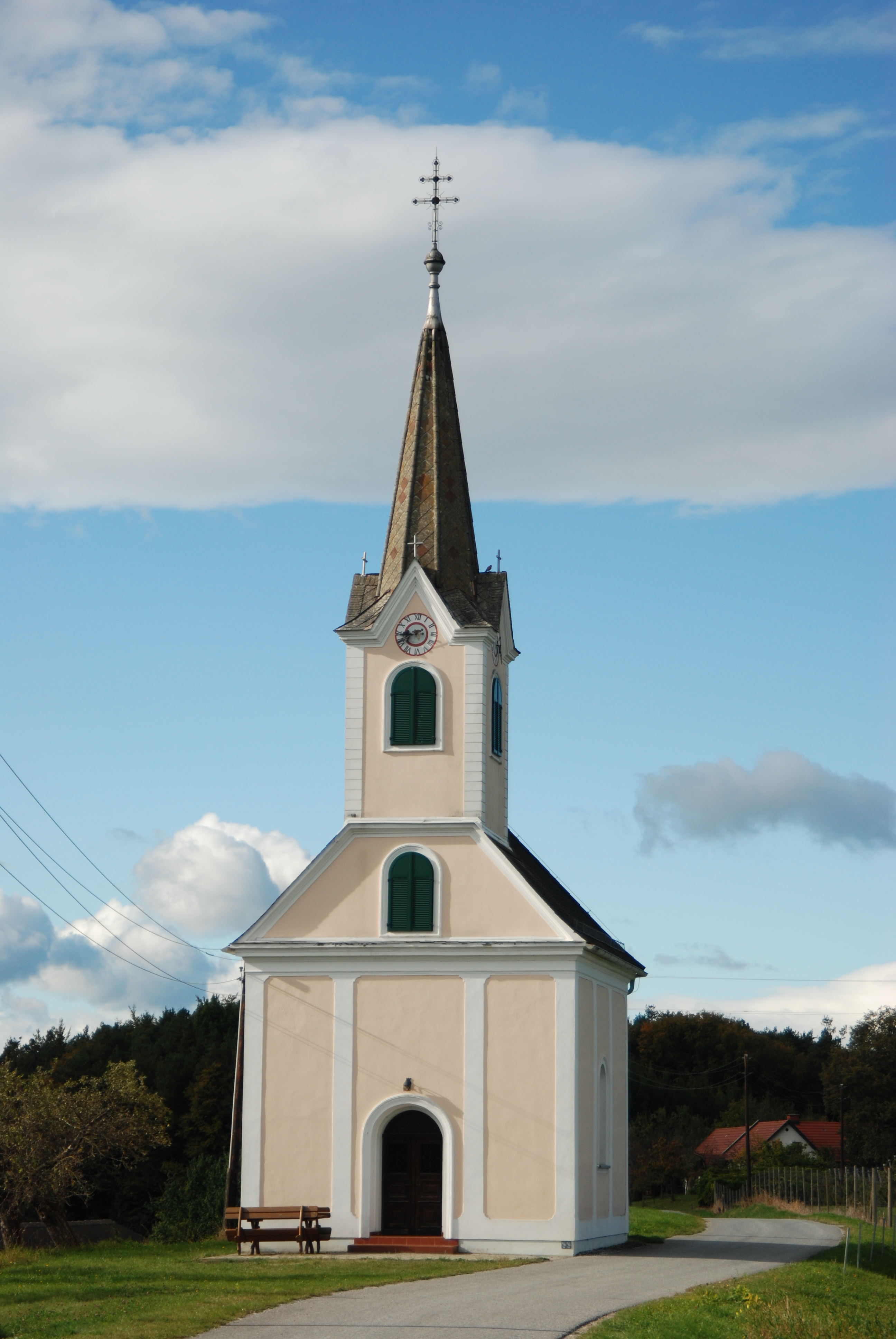
Kapelle Nestelberg

Nestelberg liegt im Ilztal in der Steiermark.
Der Ort wurde 1342 als Nestelpach erstmals urkundlich erwähnt. Ab 1351 war der Ort im Besitz der Herrschaft Riegersburg. Die Katastralgemeinde Nestelberg gehörte seit 1849 zur Gemeinde Nestelbach. Die Gemeinden Hochenegg mit Hofing sowie Eichberg bei Hartmannsdorf wurden 1968 mit Nestelbach unter dem Namen Nestelbach im Ilztal vereinigt. Zum 1. Jänner 2015 wurde die Gemeinde mit Ilz zusammengeschlossen.